# Gumbrechtshoffen
Gumbrechtshoffen je občina v departmaju Bas-Rhin francoske regije Alzacija.
Leta 1990 je v občini živelo 1 186 oseb oz. 207 oseb/km².